# Steinstraße 21 (Korschenbroich)

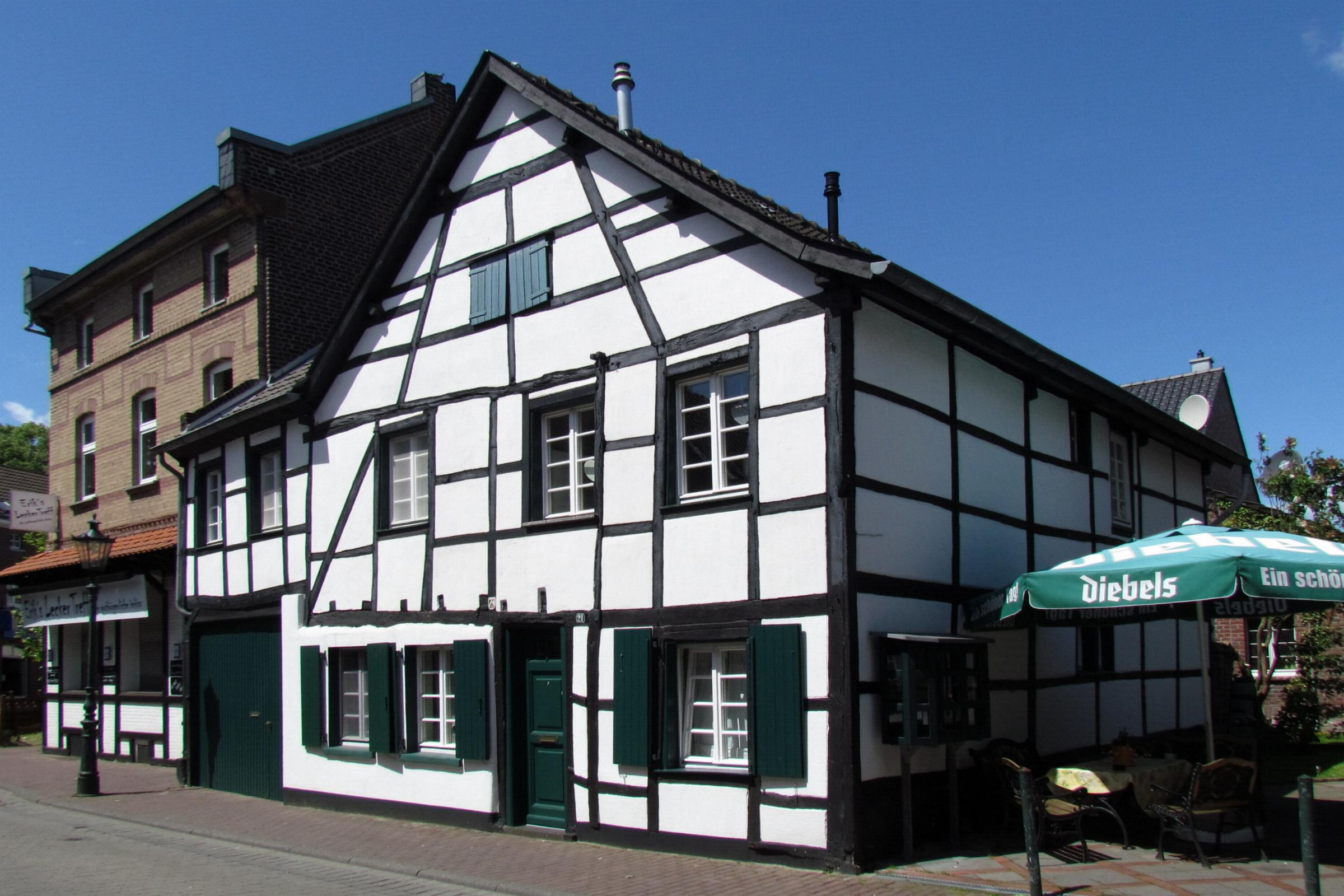
Fachwerk-Giebelhaus

Das Fachwerk-Giebelhaus  Steinstraße 21 steht im Stadtteil Korschenbroich in Korschenbroich  im Rhein-Kreis Neuss in Nordrhein-Westfalen.
Das Gebäude wurde im 18. Jahrhundert erbaut und unter Nr. 093 am 4. Februar 1987 in die Liste der Baudenkmäler in Korschenbroich eingetragen.

## Architektur
Das zweigeschossige Haus ist im Erdgeschoss teilweise mit Backstein verkleidet. Die linken zwei Achsen im Erdgeschoss haben eine Toreinfahrt. Bei dem Gebäude handelt es sich um eines der letzten Fachwerkhäuser im Ortskern von Korschenbroich. Somit sprechen städtebauliche und ortsgeschichtliche Gründe für die Erhaltung des Gebäudes.